# Піщане (Покровський район)
Піща́не — село Покровської міської громади Покровського району Донецької області, в Україні. У селі мешкає 314 людей.

## Загальні відомості
Відстань до райцентру становить близько 8 км і проходить автошляхом Т 0515.

## Населення
За даними перепису 2001 року населення села становило 314 осіб, із них 91,4 % зазначили рідною мову українську, 8,28 % — російську та 0,32 % — білоруську мову.